# Гвюдбрандюр Тодлаукссон
Гвюдбрандюр Тодлаукссон (Гудбранд Торлакссон, исл. Guðbrandur Þorláksson; 1541[…] или 1542[…], Исландия — 20 июля 1627, Хоулар, Нордюрланд-Вестра) — исландский протестантский епископ, математик и картограф, гуманист.

## Биография
Родителями Гвюдбрандюра были Тодлаукюр Хадльгримссон и Хельга Йоунсдоуттир. Учился в епископской школе в Хоуларе, а затем — в Копенгагенском университете. Вернувшись на родину, стал ректором школы в Скаульхольте. Позднее был священником в Брейдаболстадуре и, с 8 апреля 1571 года и до самой смерти — епископом Северной Исландии в Хоуларе.

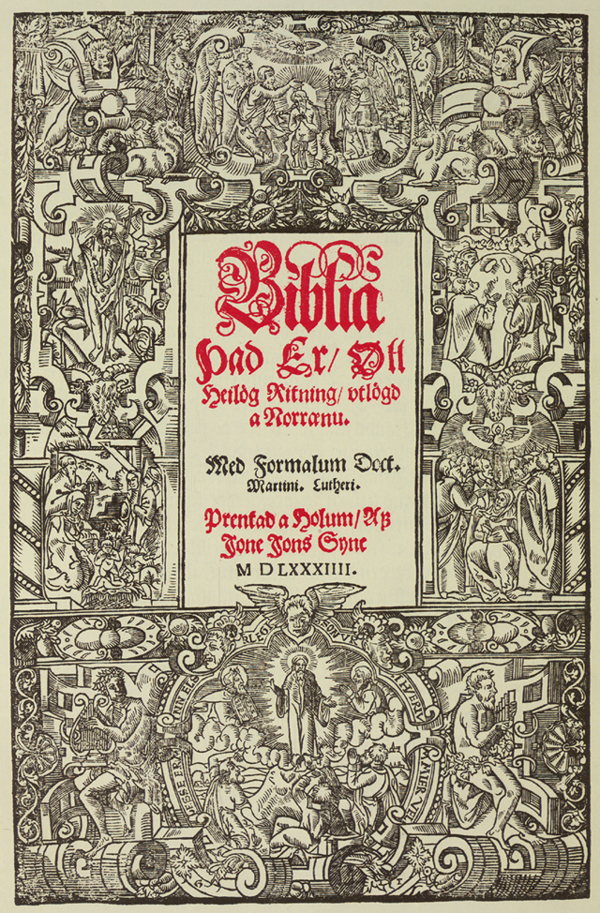
Титульный лист Гюдбрандбиблии

В 1584 году напечатал первый полный перевод Библии на исландский язык (так называемая Гвюдбрандбиблия). Под его руководством в Исландии было издано более 80 книг, в том числе исландский свод законов. В 1590 году Торлакссон создал первую отвечающую современным требованиям карту Исландии.

## Личная жизнь
Имел дочь от служанки Гвюдрун Гисладоуттир (Guðrún Gísladóttur) — Стейнунн (Steinunn Guðbrandsdóttir; 1571—1649). 
7 сентября 1572 года женился на Халльдоуре Ауднадоуттир (Halldóra Árnadóttir; 1547—1585), дочери богатого и влиятельного сислюмадюра Аудни Гисласона (ок. 1520—1587). Их дети: Паудль (Páll Guðbrandsson; 1573—1621), который стал сислюмадюром и настоятелем монастыря, Халльдоура (Halldóra Guðbrandsdóttir; 1574—1658) и Кристин (Kristín Guðbrandsdóttir; 1574—1652).

## Память
Портрет учёного украшал лицевую сторону вышедшей из обращения банкноты номиналом 50 исландских крон.